# Josef Carl Starck
Josef Carl von Starck (6. března 1793 Stříbrná – 16. leden 1851 Luby) byl šlechtic, vlivný velkostatkář a podnikatel z rodiny Starcků. Sídlil na zámku Horní Luby.

## Rodina

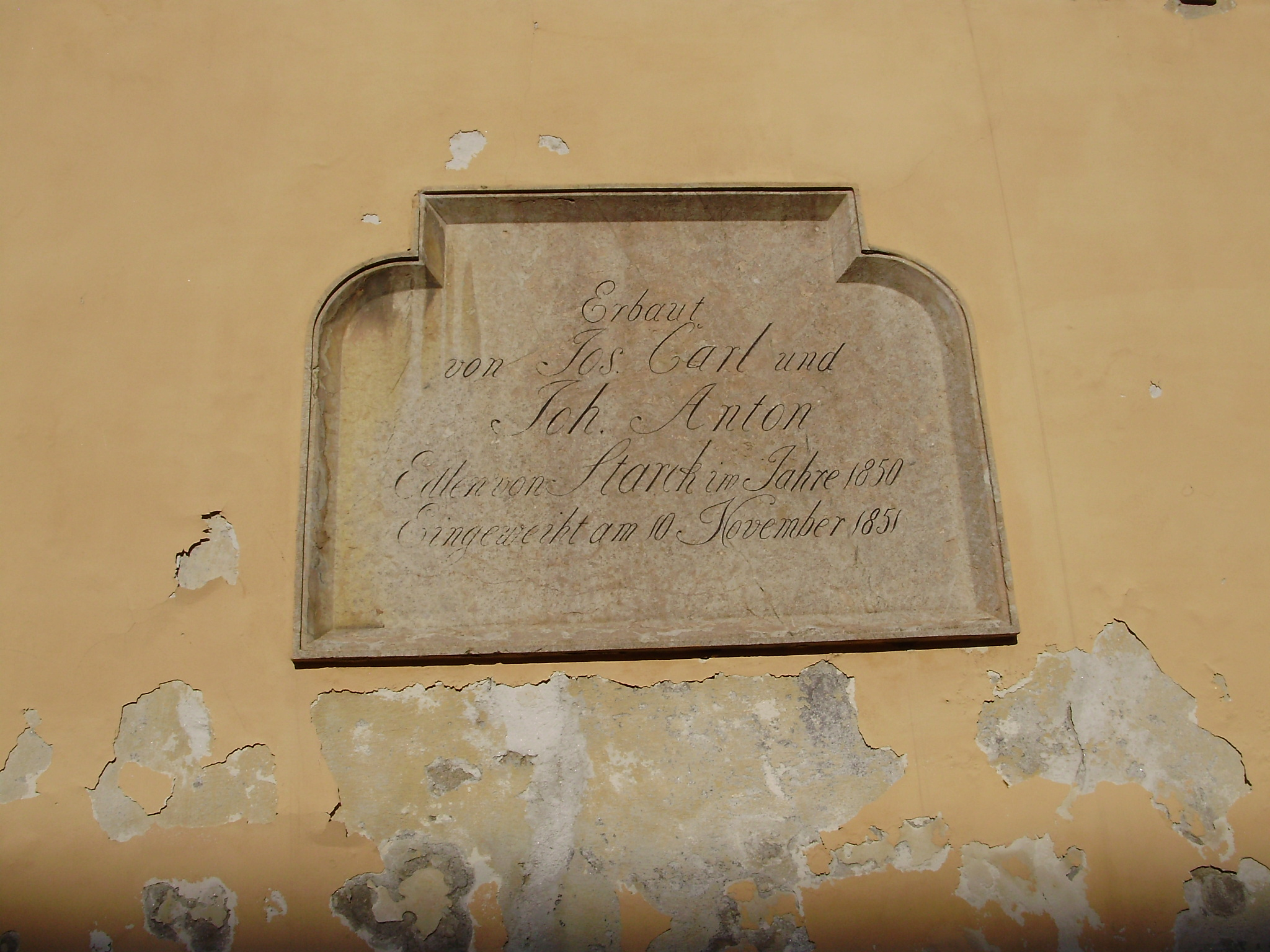
Staré Sedlo, pamětní deska v hřbitovní zdi připomíná stavbu Josefa Carla a Johanna Antona Starcků k roku 1850 a vysvěcení 10. listopadu 1851

Se svou manželkou Josefinou Korbovou z Wiedenheimu měl tři syny:
- Ottomara (1818–1858),
- Rudolfa (1820–1864),
- Alexandra († 1891), který po matčině smrti zdědil Horní Luby a jehož potomstvem rod dále pokračoval. Jeho syny byli Ottomar (* 1849) a Karl (1853–1906). Karl byl kolem roku 1900 hlavním hospodářským správcem knížete Fürstenberka v Petrovicích u Rakovníka.[1]

## Podnikatelské aktivity
Johann David Starck zdědil po otci statky Krásná Lípa a Týmov. Dne 15. března 1838 odkoupil železné hamry v Horních a Dolních Lazech. Ve stejném roce získal důl Karel Vojtěch na železnou rudu v Pramenech. Velkostatek Horní Chodov obhospodařovala po jeho smrti až do roku 1847 manželka Josefina.